# فاليري لورانس
فاليري لورانس (بالإنجليزية: Val Lawrence) هي منافسة ألعاب القوى أسترالية، ولدت في 5 أغسطس 1936.

## وصلات خارجية
- فاليري لورانس على موقع النتائج التاريخية لألعاب القوى الأسترالية (الإنجليزية)
- فاليري لورانس على موقع أوليمبيديا (الإنجليزية)
- فاليري لورانس على موقع اللجنة الأولمبية الأسترالية (الإنجليزية)